# Rencontre à Londres
Pour plus de détails, voir Fiche technique et Distribution.
Rencontre à Londres (Two Tickets to London) est un film américain réalisé par Edwin L. Marin, sorti en 1943.

## Synopsis
Durant la Seconde Guerre mondiale, Dan Driscoll, soupçonné d'avoir provoqué le torpillage d'un navire dont il était capitaine en second, est accusé de trahison. Il parvient à s'enfuir et reçoit l'aide de Jeanne, chanteuse de cabaret et sœur de l'une des victimes, afin de démasquer le véritable traître...

## Fiche technique
- Titre : Rencontre à Londres
- Titre original : Two Tickets to London
- Réalisateur et producteur : Edwin L. Marin
- Scénario : Tom Reed, d'après une histoire de Roy William Neill
- Musique : Frank Skinner
- Directeur de la photographie : Milton Krasner
- Directeurs artistiques : Robert Boyle et John B. Goodman
- Décorateurs de plateau : R. A. Gausman et E. R. Robinson
- Costumes : Vera West
- Montage : Milton Carruth
- Société de production et de distribution : Universal Pictures
- Genre : Drame
- Noir et blanc - 78 min
- Date de sortie :
  - États-Unis : 18 juin 1943

## Distribution
- Michèle Morgan : Jeanne
- Alan Curtis : Capitaine en second Dan Driscoll
- C. Aubrey Smith : Détective de l'Amirauté Fairchild
- Barry Fitzgerald : Capitaine McCardle
- Dooley Wilson : L'accordéoniste
- Robert Warwick : Ormsby
- Matthew Boulton : Brighton
- Simon Olivier : Roddy, le fils de Jeanne
- Oscar O'Shea : M. Tinkle
- Mary Gordon : Mme Tinkle
- Holmes Herbert : Kilgallen
- Mary Forbes : Dame Dunne Hartley

Et, parmi les acteurs non crédités :
- Harry Allen : Le propriétaire
- Jimmy Aubrey : Un conducteur de camion
- Charles Coleman : Un commandant
- Cyril Delevanti : L'écossais
- John Doucette : Larsen
- Pat Flaherty : Mulvaney
- William Haade : Groves
- Frank Hagney : Le deuxième officier en second
- Doris Lloyd : Emmie
- Stanley Logan : Nettleton
- Charles McGraw : Hendrik